# Peter Wloka
Peter Wloka (* 16. Juli 1953) ist ein ehemaliger deutscher Fußballspieler. Von 1974 bis 1980 hat er in der 2. Fußball-Bundesliga für die Vereine SG Wattenscheid 09 und Wuppertaler SV insgesamt 173 Ligaspiele absolviert und dabei elf Tore erzielt.

## Laufbahn
Wie bei seinem zwei Jahre älteren Bruder Hans-Jürgen begann die fußballerische Laufbahn des Mittelfeld- und Angriffsspielers bei SuS 21 Oberhausen. Über die Station Sterkrade 06/07 führte ihn mit 18 Jahren sein Weg zur Runde 1971/72 zum Deutschen Meister Borussia Mönchengladbach, wo Bruder Hans-Jürgen bereits unter Vertrag stand. Da aber mit Dietmar Danner und Christian Kulik weitere hochtalentierte Mittelfeldspieler zum Team von Trainer Hennes Weisweiler neu hinzugekommen waren, konnte sich der junge Mann aus Oberhausen am Bökelberg nicht in den Kreis der Ligaelf spielen. Lediglich beim DFB-Pokalspiel am 14. Dezember 1971 gegen Bayer 04 Leverkusen (4:2) kam er als Stürmer an der Seite von Ulrik Le Fevre zu einem Einsatz. 
Gemeinsam mit Bruder Hans-Jürgen schloss er sich zur Saison 1972/73 Arminia Bielefeld in der Fußball-Regionalliga West an. In den letzten zwei Saisons der alten zweitklassigen Regionalliga, 1972/73 und 1973/74, kam er für Bielefeld auf 53 Ligaeinsätze und erzielte dabei vier Tore. Mit Einführung der 2. Fußball-Bundesliga zur Saison 1974/75 trennten sich die sportlichen Wege der Brüder. Peter schloss sich der SG Wattenscheid 09, Hans-Jürgen dem KFC Uerdingen 05 an.
In der Lohrheide übte Karl-Heinz Feldkamp das Traineramt aus und Peter Wloka spielte an der Seite von Carlos Babington, Lothar Kobluhn, Jürgen Jendrossek, Helmut Horsch und Ewald Hammes. Wattenscheid belegte im Debütjahr der 2. Bundesliga den siebten Rang in der Nordstaffel und Wloka hatte in 23 Ligaspielen mitgewirkt und dabei zwei Tore erzielt. Unter Trainer Erhard Ahmann kam er 1976/77 zu 37 Ligaeinsätzen, wobei er drei Tore erzielte. Danach übernahm in Wattenscheid mit Hubert Schieth ein neuer Mann das Traineramt. Am letzten Spieltag der Saison 1978/79, dem 9. Juni 1979, bestritt Wloka beim 1:1-Heimremis gegen Arminia Hannover sein letztes Spiel für Wattenscheid. Nach 148 Zweitligaspielen mit zehn Toren beendete der Mittelfeldspieler seine Aktivität in der Lohrheide und wechselte in das Bergische Land zum Ligarivalen Wuppertaler SV. 
Im Stadion am Zoo erlebte er aber 1979/80 gleich die Arbeit von drei verschiedenen Übungsleitern: Bernd Hoss bis zum November 1979; Rolf Müller im November/Dezember interim; Heinz Lucas von Januar bis April 1980 und am Rundenende nochmals Rolf Müller. Den Abstieg konnten diese Personalwechsel auf der Trainerposition aber nicht verhindern. Peter Wloka absolvierte an der Seite von Erich Miss und Toni Fagot 25 Spiele und erzielte ein Tor. Ab der Saison 1980/81 spielte er nur noch im Amateurlager.